# Karl Friedrich Gottlieb von Schladen
Karl Friedrich Gottlieb von Schladen (* 29. April 1730 in Aschersleben; † 29. Oktober 1806 in Halberstadt) war ein preußischer Generalleutnant, Chef des nach ihm benannten Infanterieregiments „von Schladen“ und Ritter des Ordens Pour le Mérite.

## Leben

### Herkunft
Sein Vater war der Oberst Hans Christoph von Schladen (* 31. Dezember 1693; † 16. Januar 1744) und Kommandeur des Regiments zu Pferde „Anhalt-Dessau“. Seine Mutter war seines Vaters erste Ehefrau Helene Louise Freiin Spiegel zum Desenberg († 2. Juli 1731). Nach dem Unfalltod seiner Mutter heiratete sein Vater am 28. November 1734 Charlotte Eleonore von Trotha (* 13. März 1707; † 27. März 1744).

### Militärkarriere
Schladen trat 1747 als Gefreitenkorporal in das Füsilierregiment „Alt-Württemberg“ ein. 1750 wurde er in das Regiment zu Fuß „Brandenburg-Schwedt“ versetzt. Dort wurde er am 14. Februar 1751 Fähnrich, am 29. August 1755 Sekondeleutnant und im Jahr 1757 Premierleutnant. Am 26. Oktober 1761 wurde er Stabskapitän und erhielt am 15. April 1762 seine eigene Kompanie. Am 22. Oktober 1776 erhielt er die Beförderung zum Major und 4. März 1787 die zum Oberstleutnant. Am 5. Juni 1788 wurde er Oberst und Regimentskommandeur.
Schladen kämpfte im Siebenjährigen Krieg und im Bayerischen Erbfolgekrieg. In letzterem erwarb er sich im Gefecht bei Neustadt den Pour le Mérite, den er am 3. März 1779 von Friedrich II. erhielt. Nach dem Krieg war er zwischen 1781 und 1784 in Nürnberg stationiert, von wo er die preußischen Werbungen im Reich koordinierte. Diesen Posten bekam er, weil er einen ernsten Streit mit dem Gouverneur von Berlin, Generalleutnant Friedrich Ehrenreich von Ramin, hatte. Nach einer Wachparade war der etwas grobe General dem damaligen Major etwas in die Parade gefahren und dabei seiner Person zu nahe getreten. Der Major riet daraufhin dem General: Nehmen ehrwürdige Exzellenz Sich in Acht, das mein Pferd sie nicht in die Fresse schlägt. Daraufhin wurde er auf besagten Posten nach Nürnberg versetzt. Dennoch bestimmte ihn Friedrich II. später zu einem seiner Sargträger. Des Weiteren trugen den Parade-Sarg die Obersten Reineck, Bandemer, Pritzelwitz, Wachholz, Moller, Dobschütz und Wolffradt.
Im Ersten Koalitionskrieg bildete er als Generalmajor und Chef des nun nach ihm benannten „Infanterieregiments von Schladen“ die Spitze des Korps Hohenlohe. Nach dem Frieden von Basel wurde er in Minden stationiert. Dort wurde er im Mai 1798 zum Generalleutnant ernannt. Im September 1804 wurde er verabschiedet. Er erhielt vom König eine Pension von 2000 Talern und zog sich nach Halberstadt zurück, wo er 1806 verstarb.

### Familie
Schladen heiratete am 20. Oktober 1771 Johanna Luise von Milsonneau (* 9. Oktober 1749; † 16. Juni 1785). Sie war die einzige Tochter des Geheimen Justiz- und Kammergerichtsrats Isaac von Milsonneau († November 1771) und der Katharina Henriette von Pennavaire († 27. Januar 1808) die Nichte von Peter von Pennavaire. Das Paar hatte folgende Kinder:
- Friedrich Heinrich Leopold (1772–1845) ⚭ Henriette von Schönfeld (* 1. November 1789; † 26. Juni 1849)
- Henriette Loiuise Friederike (* 8. Dezember 1773; † 21. April 1859) ⚭ 20. November 1792 Generalmajor Karl Ludwig Heinrich von Pritzelwitz (* 4. Mai 1767; † 1. April 1839).
- Wilhelmine Caroline Johanna (* 25. Dezember 1744; † 8. März 1856) ⚭ 14. Juli 1797 Ernst Friedrich August von Ledebur (* 22. Mai 1763; † 26. Juni 1833) (Eltern des Historikers Leopold von Ledebur)
- Ludwig Wilhelm (* 31. Juli 1776; † 1821), preußischer Leutnant
- Ferdinand (* 28. September 1777; † 17. Dezember 1795), preußischer Leutnant
- Hans (* 25. Mai 1781; † April 1782)
- Louise Juliane Amalie (* 13. Juni 1785; † 21. Oktober 1852) ⚭ 1801 Landrat Wilhelm von Jagow (* 31. Januar 1770; † 2. April 1838) Gutsherr auf Stresow